# Ponytail
Ponytail est un groupe d'art rock américain, originaire de Baltimore, dans le Maryland. Son esprit do it yourself, son univers sonore étrange et les panachages stylistiques qu’il propose font de la musique de Ponytail une combinaison de mélodies doucereuses et de noise rock. Le groupe se sépare en 2011.

## Biographie
En janvier 2005, le groupe s'assemble à l'origine comme quintette, avec Wong, Hyman, Seeno, Siegel et Petruzzo. Le groupe est d'abord assemblé par leur professeur de musique. Seeno se rappelle ; « Il m'a mis avec le batteur Jeremy [Hyman] parce qu'on était les plus jeunes. Il a mis Dustin [Wong] avec nous parce qu'il était le plus vieux de la classe. Puis il nous amis avec ce gars, Michael Petruzzo, avec nous, qui portait un t-shirt Destiny Child, je m'en rappelle. Puis Willy était le dernier à venir. » Petruzzo quitte finalement le groupe qui se consacre à la mélodie avec Siegel au chant.
Kamehameha est publié en vinyle le 17 février 2006, au label local Gaarden Records. À la mi-juin 2008, Ponytail publie un deuxième album, Ice Cream Spiritual, qui est bien accueilli par la presse spécialisée. Le groupe est félicité pour ses performances à l'« eau de rose » par la BBC et Pitchfork. Wong quitte Ecstatic Sunshine en 2009 pour se consacrer pleinement à Ponytail. 
Le groupe tourne à l'international en Europe, aux États-Unis, en Australie, et en Nouvelle-Zélande en soutien à leur dernier album. Ils sont aussi choisi pour jouer au festival All Tomorrow's Parties en mai 2010 à Minehead, en Angleterre. Ponytail se met en pause en août 2010. Wong publie un album solo, Infinite Love, en octobre 2010. Dustin Wong annonce que le Whartscape 2010 à Baltimore, Maryland, sera leur dernier concert, mais un nouvel album est annoncé. Le groupe publie un troisième album, intitulé Do Whatever You Want All The Time, en avril 2011. La couverture est réalisée par Yamantaka Eye du groupe de rock japonais Boredoms. Le groupe se sépare officiellement le 22 septembre 2011

## Membres

### Derniers membres
- Jeremy Hyman - batterie
- Dustin Wong - guitare
- Molly Siegel - chant
- Ken Seeno - guitare

### Anciens membres
- Michael Petruzzo

## Discographie

### Albums studio
- 2006 : Kamehameha (We Are Free)
- 2008 : Ice Cream Spiritual (We Are Free)
- 2011 : Do Whatever You Want All the Time (We Are Free)[7]

### Singles
- 2008 : Celebrate the Body Electric (It Came from an Angel) (We Are Free)

### Duston Wong
- 2010 : Infinite Love (Thrill Jockey)